# Federico Macheda
Federico Macheda (Roma, 22 de agosto de 1991) é um futebolista italiano que atua como centroavante. Atualmente, joga pelo APOEL.

## Carreira

### Início
Macheda começou a carreira nas categorias de base da Lazio; suas boas atuações fizeram com que ele chegasse a um contrato profissional com o clube. Porém, o regulamento do futebol italiano o impedia de tomar tal atitude, pois ainda não tinha idade para isso. Houve então a proposta do Manchester United e ele assina contrato com o clube, levando inclusive a sua família para a Inglaterra.

### Manchester United

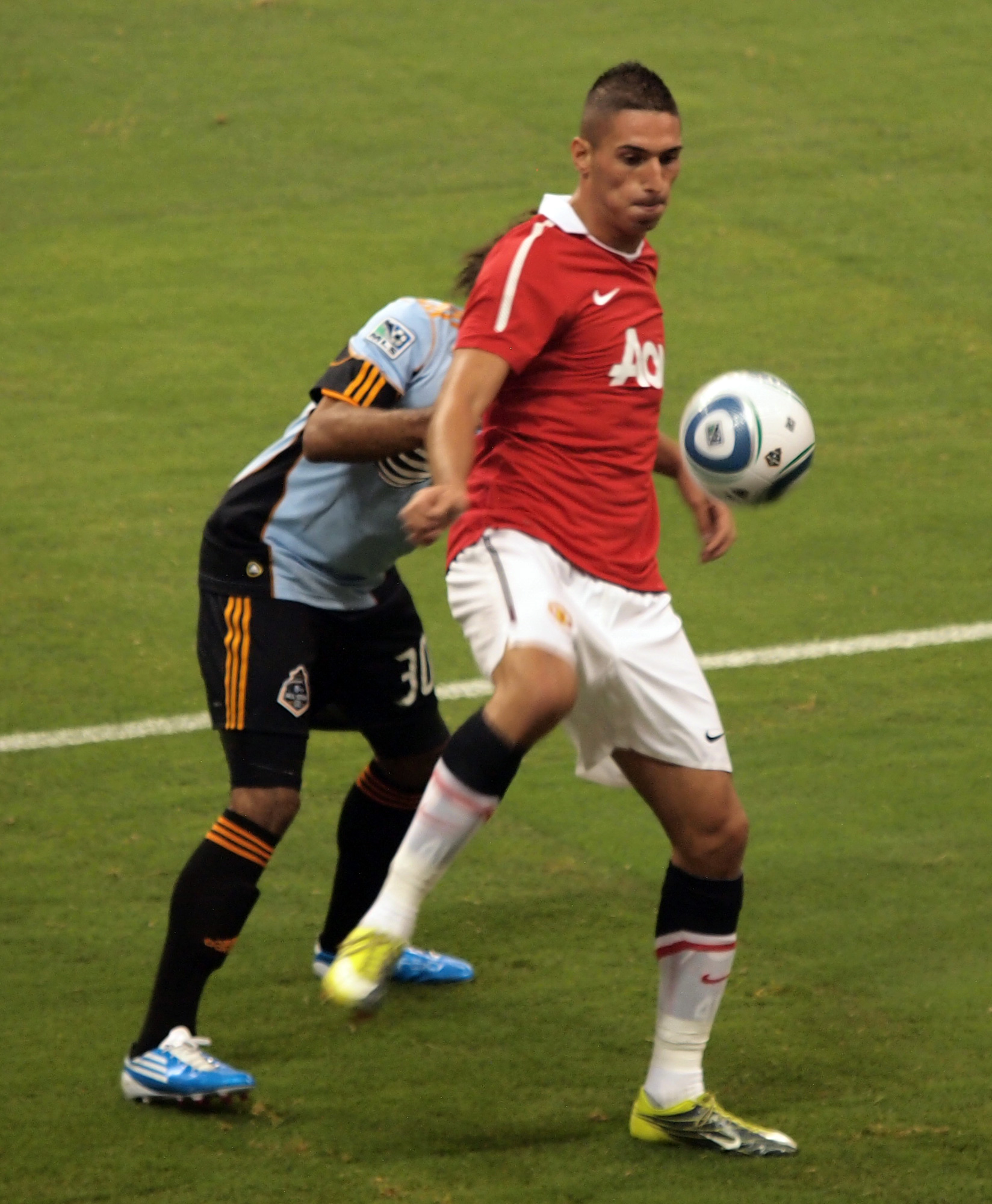
Macheda em ação pelo United.

Após assinar o contrato com o United foi logo incorporado às categorias de base do clube e marcou o único gol do jogo em sua estreia na vitória de 1 a 0 sobre o Barnsley em 2007. Na sua primeira temporada, tornou-se o artilheiro da equipe com um total de 12 gols em 21 jogos. Em 2008, foi incorporado aos reservas.
Macheda assinou seu primeiro contrato profissional com o Manchester United em agosto de 2008. Na temporada 2008-2009, já na equipe reserva, continuou com boas atuações, marcando 8 gols em 8 jogos e foi recompensado sendo incorporado à equipe principal para o jogo contra o Aston Villa pela Premier League. Entrando no lugar do português Nani no segundo tempo da partida, marcou um belo gol no final do jogo. Contra o Sunderland, entrou no lugar do búlgaro Dimitar Berbatov e pouco depois, marcou o gol da vitória, ajudando sua equipe a conquistar pontos importantes para a caminhada do tricampeonato. A próxima temporada foi de altos e baixos para o jogador, que também foi atrapalhado por lesões. Seu último gol pelo United foi contra o Aston Villa, mesmo clube pelo qual debutou profissionalmente na equipe mancuniana, em novembro de 2010.

### Sampdoria
Em janeiro de 2011, a Sampdoria confirma o empréstimo de Macheda até o final da temporada. Ele era visto como um substituto temporário do vazio deixado por Antonio Cassano, que foi contratado pelo Milan. Com apenas 14 jogos e nenhum gol marcado, o atacante não correspondeu às expectativas e não pôde evitar o rebaixamento do clube para a segunda divisão italiana.

### Retorno ao United
Na sua volta ao Manchester United, após o empréstimo à Sampdoria, começou muito bem, marcando dois gols na vitória sobre o New England Revolution por 4 a 1, em um amistoso de pré-temporada.

### Empréstimos e saída do United
Entre 2012 e 2014, fora dos planos do United, que utilizaria o jogador em apenas 3 jogos oficiais desde então, Macheda foi cedido a 3 clubes: Queens Park Rangers, VfB Stuttgart, Doncaster Rovers e Birmingham City, onde voltaria a se destacar, marcando 10 gols em 18 jogos na temporada 2013-14. De volta ao United, não teve o contrato renovado.

### Cardiff City e empréstimo ao Forest
Após deixar o Manchester United após 6 anos, Macheda assinou com o Cardiff City numa transferência livre. Desde então, foram 33 jogos pelo clube galês (27 pela Segunda Divisão, 3 pela Copa da Inglaterra e outras 3 pela Copa da Liga), marcando 8 gols.
Em 2016, teve uma curtíssima passagem pelo Nottingham Forest, que durou apenas 3 partidas. Em dezembro do mesmo ano, assina por 18 meses com o Novara, que disputa a Série B de seu país natal.

### Panathinaikos
No dia 3 de setembro de 2018, Federico Macheda assinou com o Panathinaikos após não ter seu contrato renovado com o Novara.

### Ankaragücü
Em julho de 2022, Macheda foi contratado pelo Ankaragücü, após quatro anos na Grécia.

### Seleção Italiana
Já defendeu todas as seleções de base da Itália, fazendo sua estréia na seleção italiana Sub-21 em um amistoso contra a Rússia em 2009. Continuou figurando nas convocações até 2012, atuando em 24 jogos (10 na equipe Sub-16, 10 na Sub-21, 3 na Sub-17 e 1 na equipe Sub-19).

## Estatísticas
Atualizado até 2 de maio de 2011.

### Clubes
| Clube                            | Temporada         | Liga  | Liga | Copa  | Copa | Copa da Liga | Copa da Liga | Europa | Europa | Outros | Outros | Total | Total |
| Clube                            | Temporada         | Jogos | Gols | Jogos | Gols | Jogos        | Gols         | Jogos  | Gols   | Jogos  | Gols   | Jogos | Gols  |
| -------------------------------- | ----------------- | ----- | ---- | ----- | ---- | ------------ | ------------ | ------ | ------ | ------ | ------ | ----- | ----- |
| Manchester United                | 2008–09           | 4     | 2    | 1     | 0    | 0            | 0            | 0      | 0      | 0      | 0      | 5     | 2     |
| Manchester United                | 2009–10           | 5     | 1    | 0     | 0    | 3            | 0            | 2      | 0      | 0      | 0      | 10    | 1     |
| Manchester United                | 2010–11           | 7     | 1    | 0     | 0    | 3            | 0            | 2      | 0      | 0      | 0      | 12    | 1     |
| Sampdoria (empréstimo)           | 2010–11           | 14    | 0    | 2     | 1    | –            | –            | –      | –      | –      | –      | 16    | 1     |
| Manchester United                | 2011–12           | 3     | 0    | 0     | 0    | 2            | 1            | 1      | 0      | 0      | 0      | 6     | 1     |
| Queens Park Rangers (empréstimo) | 2011–12           | 3     | 0    | 3     | 0    | 0            | 0            | 0      | 0      | 0      | 0      | 6     | 0     |
| Manchester United                | 2012–13           | 0     | 0    | 0     | 0    | 1            | 0            | 2      | 0      | –      | –      | 3     | 0     |
| Manchester United                | Total             | 19    | 4    | 1     | 0    | 8            | 1            | 6      | 0      | 0      | 0      | 34    | 5     |
| VfB Stuttgart                    | 2012–13           |       |      |       |      | –            | –            |        |        | –      | –      |       |       |
| Total na carreira                | Total na carreira | 36    | 4    | 6     | 1    | 8            | 1            | 6      | 0      | 0      | 0      | 56    | 6     |

## Títulos
Manchester United
- Premier League: 2008-09

### Prêmios individuais
- Jogador Jovem do Ano no Manchester United: 2008-09
- MLS All-Star Game MVP: 2010